# Berwang

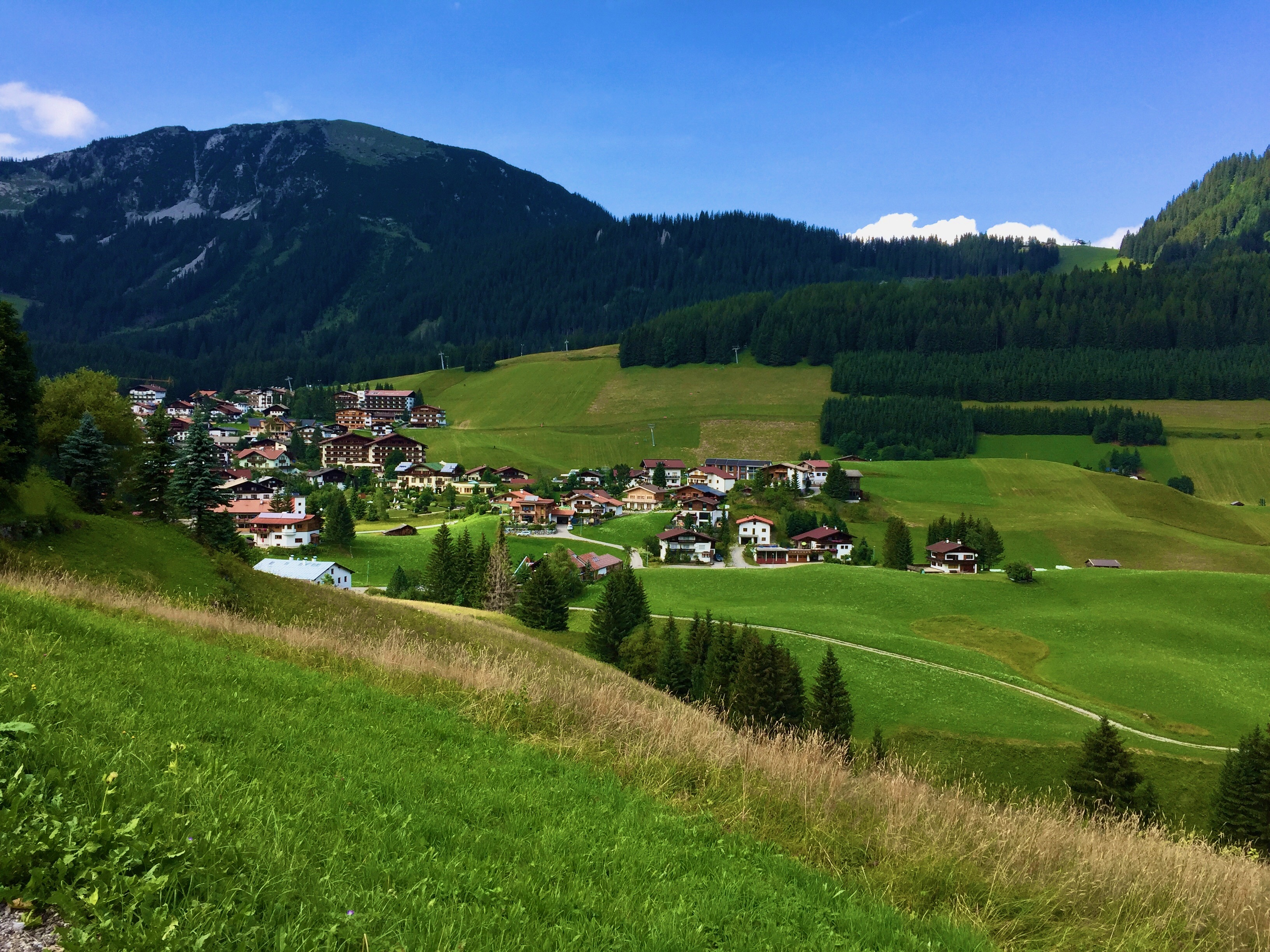
Berwang im Sommer

Berwang ist eine Gemeinde mit 622 Einwohnern (Stand 1. Jänner 2024) im Bezirk Reutte in Tirol (Österreich). Ortsteile sind Brand, Bichlbächle, Gröben, Kleinstockach, Mitteregg, Rinnen, Tal. Die Gemeinde liegt im Gerichtsbezirk Reutte.

## Geografie
Das Haufendorf liegt am Abhang der Kuppe, die das Berwanger Tal (von Bichlbach aus zu erreichen) mit dem Rotlechtal verbindet. Kleinstockach und Bichlbächle sind bergbäuerlich geprägte Orte im Berwanger Tal. Brand, Mitteregg und Rinnen liegen im Rotlechtal.
Das Berwanger Tal wird durch den aus dem Gebirge oberhalb von Gröben kommenden Älpelesbach entwässert, das Rotlechtal durch den Rotlech.

### Gemeindegliederung
Das Gemeindegebiet umfasst folgende acht Ortschaften (Einwohner Stand 1. Jänner 2024):
- Berwang (403)
- Bichlbächle (5)
- Brand (48)
- Gröben (36)
- Kleinstockach (8)
- Mitteregg (20)
- Rinnen (100)
- Tal (2)

### Nachbargemeinden
| Reutte | Heiterwang                                  | Bichlbach  |
|        | Kompassrose, die auf Nachbargemeinden zeigt | Lermoos    |
| Namlos | Tarrenz                                     | Nassereith |

## Geschichte
Der Ortsname leitet sich von ber (Bären) und wang (Wiesenhang) ab. Die Besiedelung erfolgte im 12. Jahrhundert durch die Herren von Starkenberg, indem sie hier Schwaighöfe anlegten. Um 1266 kaufte Meinhard II. von Tirol das Gebiet. Zu Berwang gehörten damals auch die Orte Kelmen, Namlos, Fallerschein und ein Teil von Stanzach.
Das pfarrliche Zentrum von Berwang war ursprünglich Dormitz, später wurde es Imst und ab 1438 gehörte Berwang zur Pfarre Lermoos. In dieser Zeit wurde auch die erste Kirche gebaut und Berwang wurde zur Kuratie erhoben.
Ebenfalls im 15. Jahrhundert rebellierten die Herren von Starkenberg gegen Herzog Friedrich IV. Sie wurden jedoch besiegt, ihre Festungen besetzt oder zerstört und ihre Besitzungen fielen an die örtlichen Pächter.
Die Kirche im Kleinstockertal wurde 1680 errichtet und dem hl. Antonius geweiht. Sie wurde 1844 von einer Lawine zerstört, wieder aufgebaut, dann jedoch dem Hochfest Mariä Heimsuchung geweiht.
In der Zeit von 1865 bis 1930 kam es wegen der schwierigen wirtschaftlichen Verhältnisse in Tirol zu mehreren Auswanderungswellen nach Amerika. Auch Berwanger war davon betroffen und einige fanden im Dorf Tirol in Brasilien eine neue Heimat.
Zum Ende des 19. Jahrhunderts führte der aufkommende Fremdenverkehr zu neuen Einnahmequellen. Im Jahr 1914 wurde der erste Schikurs abgehalten, 1949 der erste Schilift errichtet.
Im gleichen Jahr entstand durch die Vereinigung mit den Weilern Kelmen und Namlos die heutige Gemeinde.

### Bevölkerungsentwicklung
| Berwang: Einwohnerzahlen von 1869 bis 2024          | Berwang: Einwohnerzahlen von 1869 bis 2024 | Berwang: Einwohnerzahlen von 1869 bis 2024 | Berwang: Einwohnerzahlen von 1869 bis 2024 | Berwang: Einwohnerzahlen von 1869 bis 2024 |
| --------------------------------------------------- | ------------------------------------------ | ------------------------------------------ | ------------------------------------------ | ------------------------------------------ |
| Jahr                                                |                                            |                                            |                                            | Einwohner                                  |
| 1869                                                | 1869                                       |                                            | 757                                        | 757                                        |
| 1880                                                | 1880                                       |                                            | 726                                        | 726                                        |
| 1890                                                | 1890                                       |                                            | 670                                        | 670                                        |
| 1900                                                | 1900                                       |                                            | 643                                        | 643                                        |
| 1910                                                | 1910                                       |                                            | 568                                        | 568                                        |
| 1923                                                | 1923                                       |                                            | 523                                        | 523                                        |
| 1934                                                | 1934                                       |                                            | 617                                        | 617                                        |
| 1939                                                | 1939                                       |                                            | 605                                        | 605                                        |
| 1951                                                | 1951                                       |                                            | 603                                        | 603                                        |
| 1961                                                | 1961                                       |                                            | 590                                        | 590                                        |
| 1971                                                | 1971                                       |                                            | 537                                        | 537                                        |
| 1981                                                | 1981                                       |                                            | 536                                        | 536                                        |
| 1991                                                | 1991                                       |                                            | 566                                        | 566                                        |
| 2001                                                | 2001                                       |                                            | 638                                        | 638                                        |
| 2011                                                | 2011                                       |                                            | 578                                        | 578                                        |
| 2021                                                | 2021                                       |                                            | 592                                        | 592                                        |
| 2024                                                | 2024                                       |                                            | 622                                        | 622                                        |
| Quelle(n): Statistik Austria, Gebietsstand 1.1.2021 |                                            |                                            |                                            |                                            |

## Kultur und Sehenswürdigkeiten
- Katholische Pfarrkirche Berwang hl. Jakobus der Ältere mit ersten Ursprüngen aus dem Jahr 1430
- Pension Bergheim in Berwang, projektiert und gebaut durch den Architekten Siegfried Mazagg im Jahr 1932, mit sehr gelungener Restaurierung und Umnutzung seit 2015[2]
- Dorfbrunnen in Berwang aus dem Jahr 1988/89
- die Filialkirchen in den Ortschaften Bichlbächle (18. Jh.) und Kleinstockach (19. Jh.)
- sechs Kapellen und ein Bildstock

## Wirtschaft und Infrastruktur
Durch den Tourismus änderte sich die Struktur der ehemals armen Gemeinde, viele Landwirtschaftsbetriebe wurden aufgegeben.

### Wirtschaftssektoren
Von den 40 landwirtschaftlichen Betrieben des Jahres 2010 waren nur zwei Haupterwerbsbetriebe, der Großteil wurde von Nebenerwerbsbauern geführt. Die neun Betriebe, die von juristischen Personen geführt wurden, bewirtschafteten mehr als achtzig Prozent der Flächen. Im schwach ausgeprägten Produktionssektor waren vier Personen mit der Herstellung von Waren und drei im Baugewerbe beschäftigt. Die größten Arbeitgeber im Dienstleistungssektor waren die Bereiche Beherbergung und Gastronomie (80) und soziale und öffentliche Dienste (32 Erwerbstätige).
| Wirtschaftssektor            | Anzahl Betriebe | Anzahl Betriebe | Erwerbstätige | Erwerbstätige |
| Wirtschaftssektor            | 2011            | 2001            | 2011          | 2001          |
| ---------------------------- | --------------- | --------------- | ------------- | ------------- |
| Land- und Forstwirtschaft 1) | 40              | 45              | 8             | 7             |
| Produktion                   | 4               | 3               | 7             | 11            |
| Dienstleistung               | 88              | 84              | 159           | 220           |

1) Betriebe mit Fläche in den Jahren 2010 und 1999

### Fremdenverkehr
Die Gemeinde zählt jährlich rund 250.000 Übernachtungen. Dabei entfallen etwa gleich viele auf die Sommer- und die Wintersaison. Die Wintersaison ist mit den Monaten Dezember bis März jedoch deutlich kürzer als die Sommersaison, die von Mai bis Oktober dauert.

### Verkehr
Berwang ist über die Berwang-Namloser Straße (L 21) angebunden, die in Bichlbach von der Fernpassstraße (B 179) abzweigt und über Berwang und Namlos ins Lechtal führt, wo sie bei Stanzach in die Lechtalstraße (B 198) mündet. Rund 5 km entfernt im Gemeindegebiet von Bichlbach liegt der Bahnhof Bichlbach-Berwang der Außerfernbahn.

## Politik

### Gemeinderat
In den Gemeinderat werden elf Mandatare gewählt.
| Partei                      | 2022    | 2022    | 2016    | 2016    | 2010  | 2010    |
| Partei                      | Prozent | Mandate | Prozent | Mandate | %     | Mandate |
| --------------------------- | ------- | ------- | ------- | ------- | ----- | ------- |
| Gemeinsam fürs Berwangertal | 61,84   | 7       | 36,80   | 4       | 55,33 |         |
| Bürgerliste                 | 38,16   | 4       | 30,27   | 4       | 44,67 |         |
| Lebenswerte Heimat          |         |         | 32,93   | 3       |       |         |

### Bürgermeister
- seit 2004 Dietmar Berktold (ÖVP)[10]

### Wappen
Das 1955 verliehene Gemeindewappen zeigt auf grünem Schildfuß in Silber einen aufgerichteten schwarzen Bären. Es symbolisiert als redendes Wappen den Ortsnamen („Bärenwiese“).

## Persönlichkeiten

### Söhne und Töchter der Gemeinde
- Ludwig Hörbst (1903–1981), Mediziner, Rektor der Universität Innsbruck 1964–1965
- Erich Berktold (1918–1991), Gastwirt, Landwirt und Politiker (ÖVP), Abgeordneter zum Tiroler Landtag 1953–1987[12]

## Weblinks

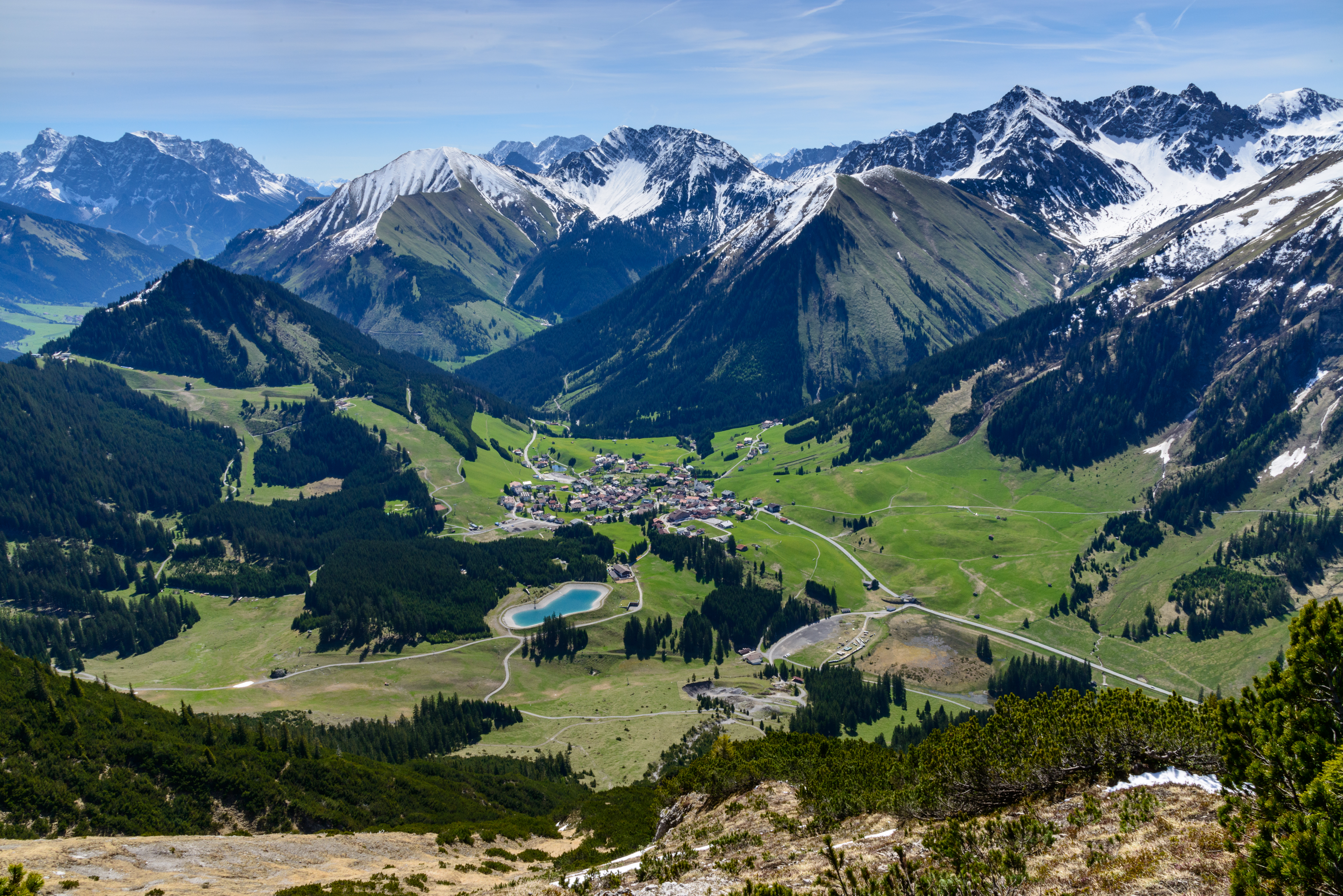
Blick auf Berwang vom Thaneller
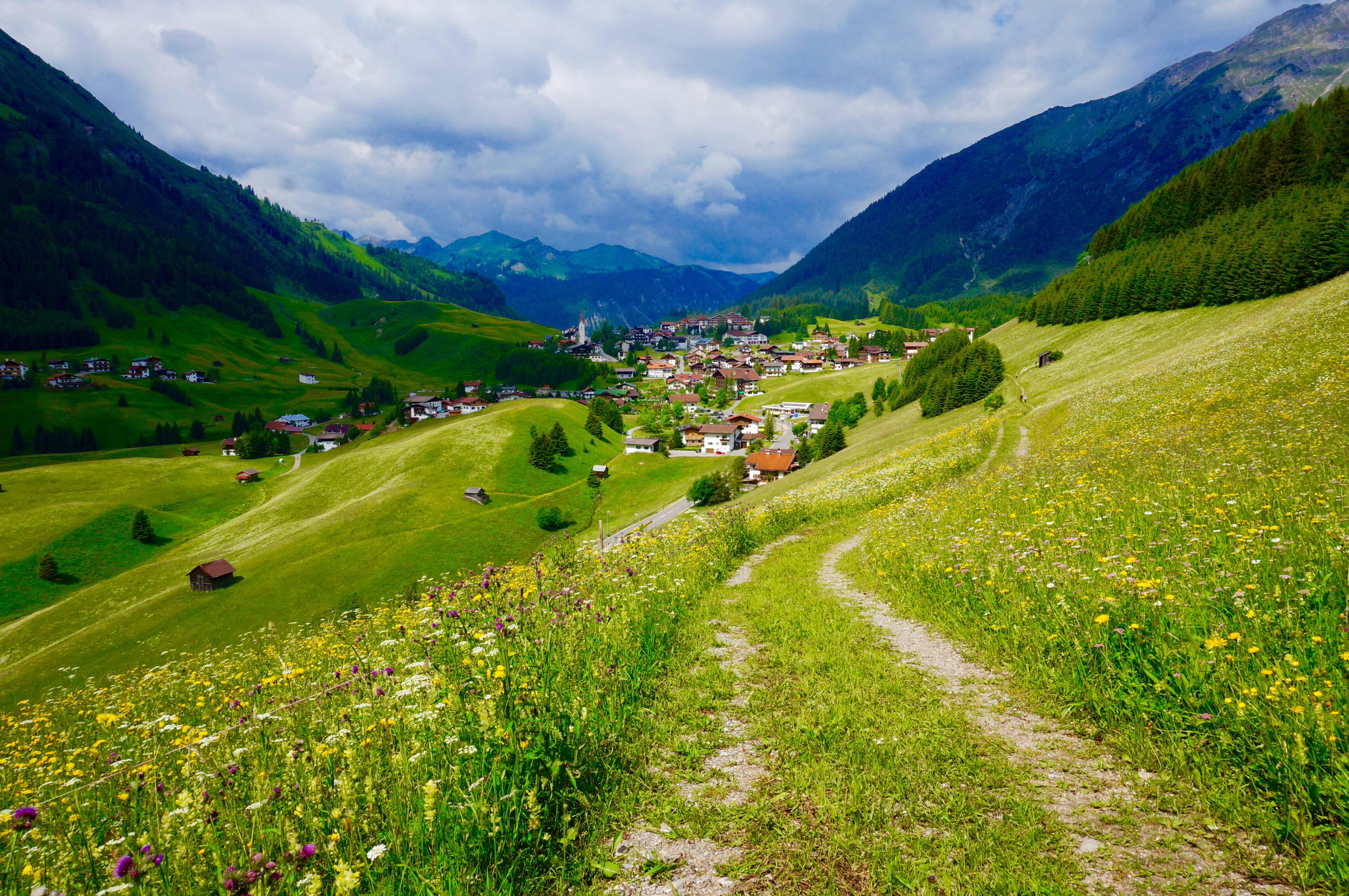
Berwang Blickrichtung Westen
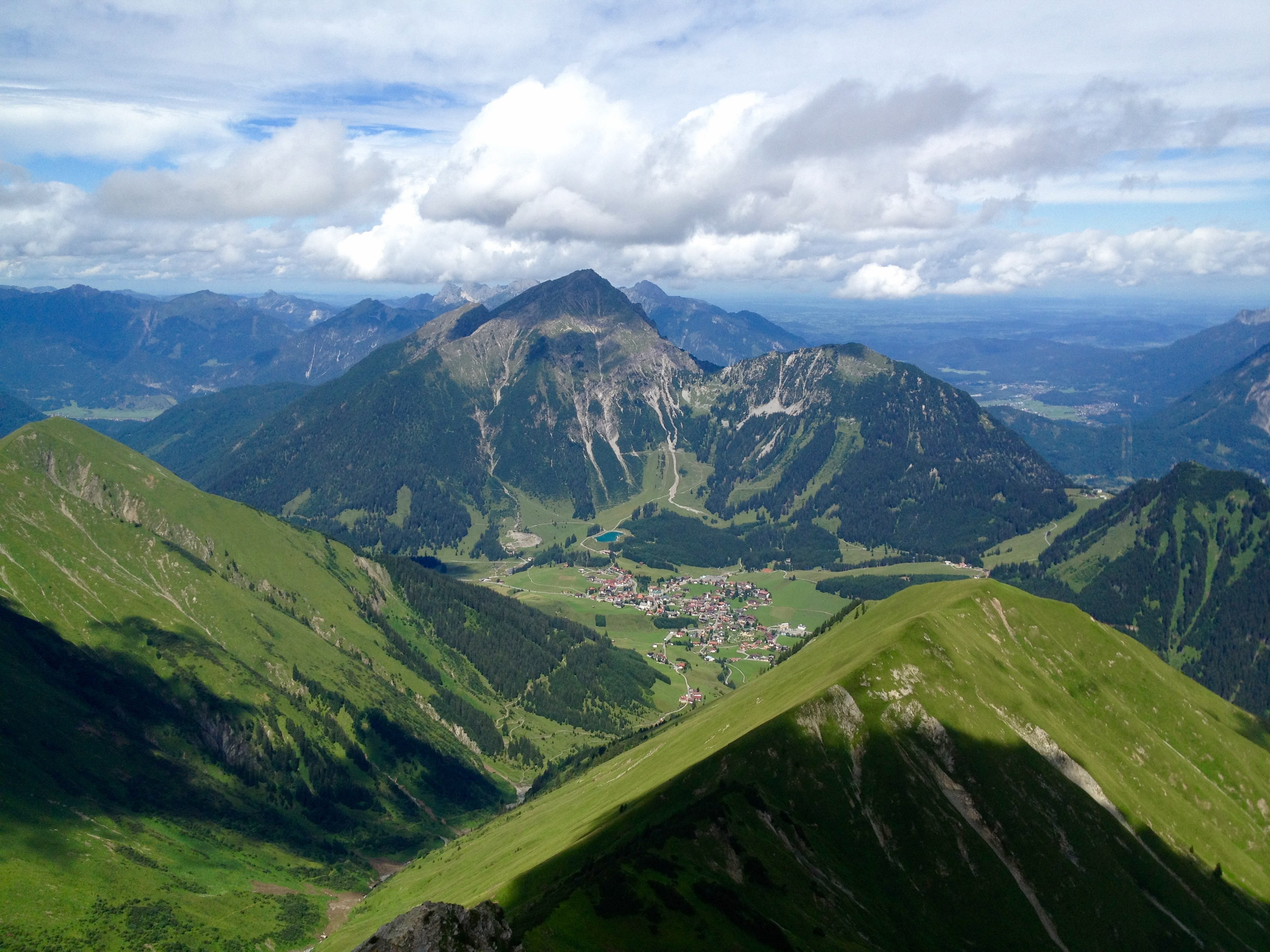
Berwang mit Thaneller
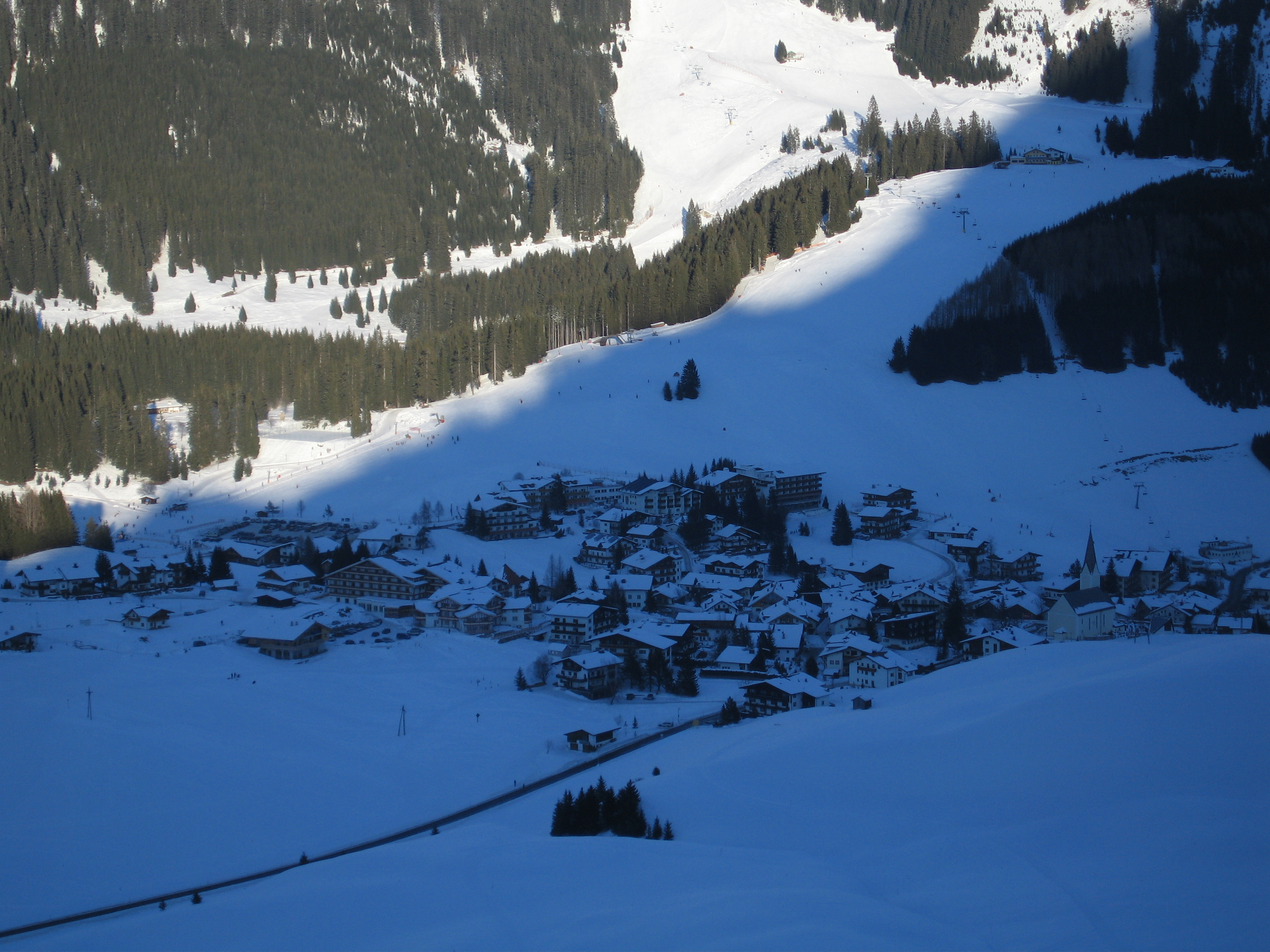
Berwang im Winter
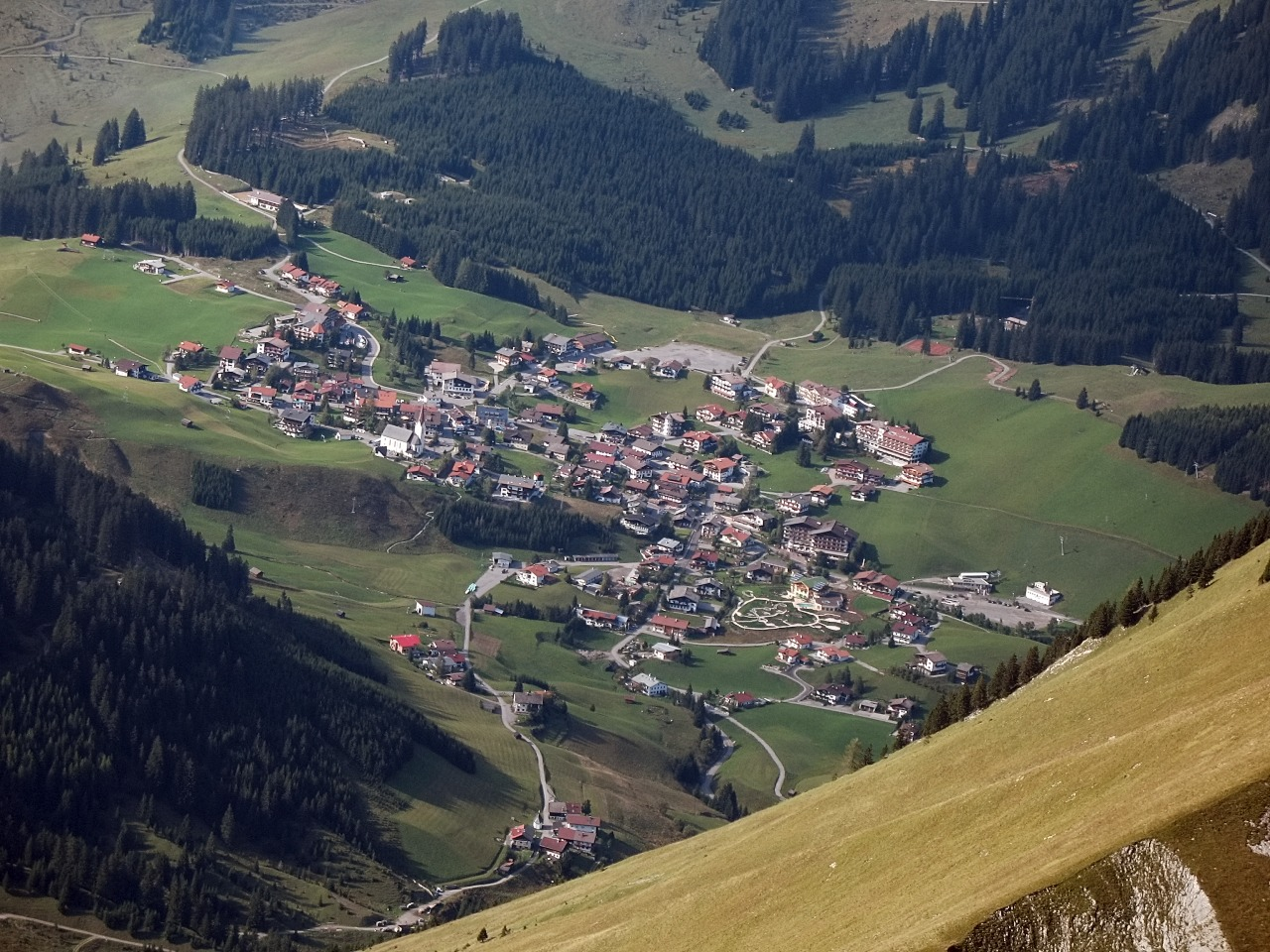
Berwang
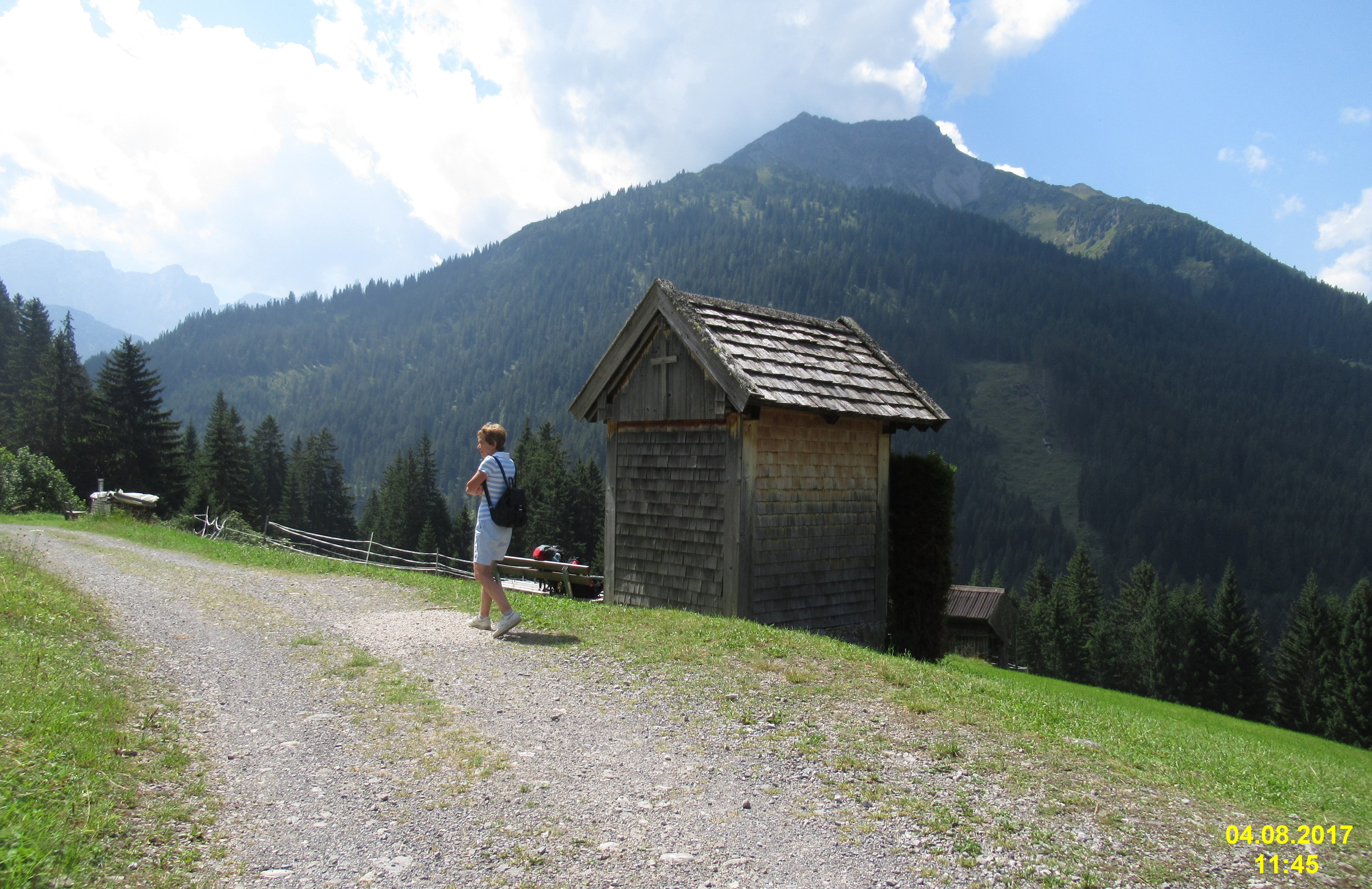
Kapelle in Mitteregg mit Schlierewand (2217 m) im Hintergrund
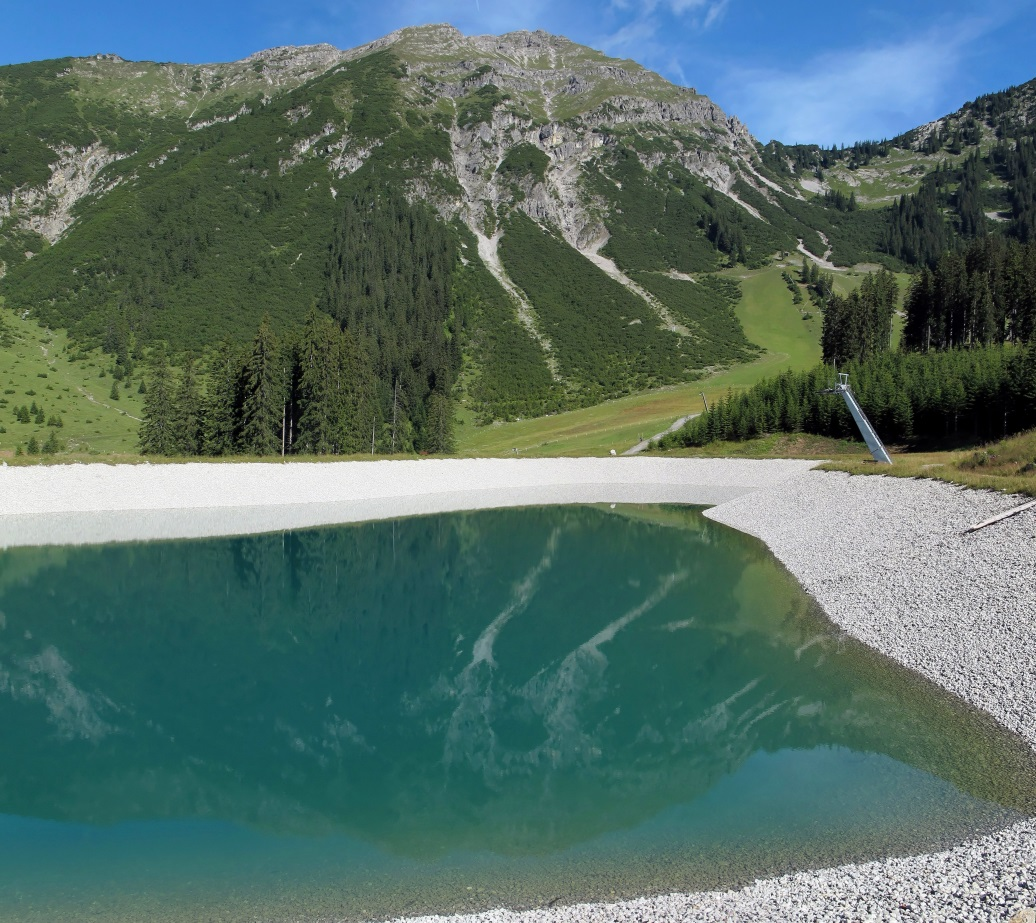
Speichersee in Berwang
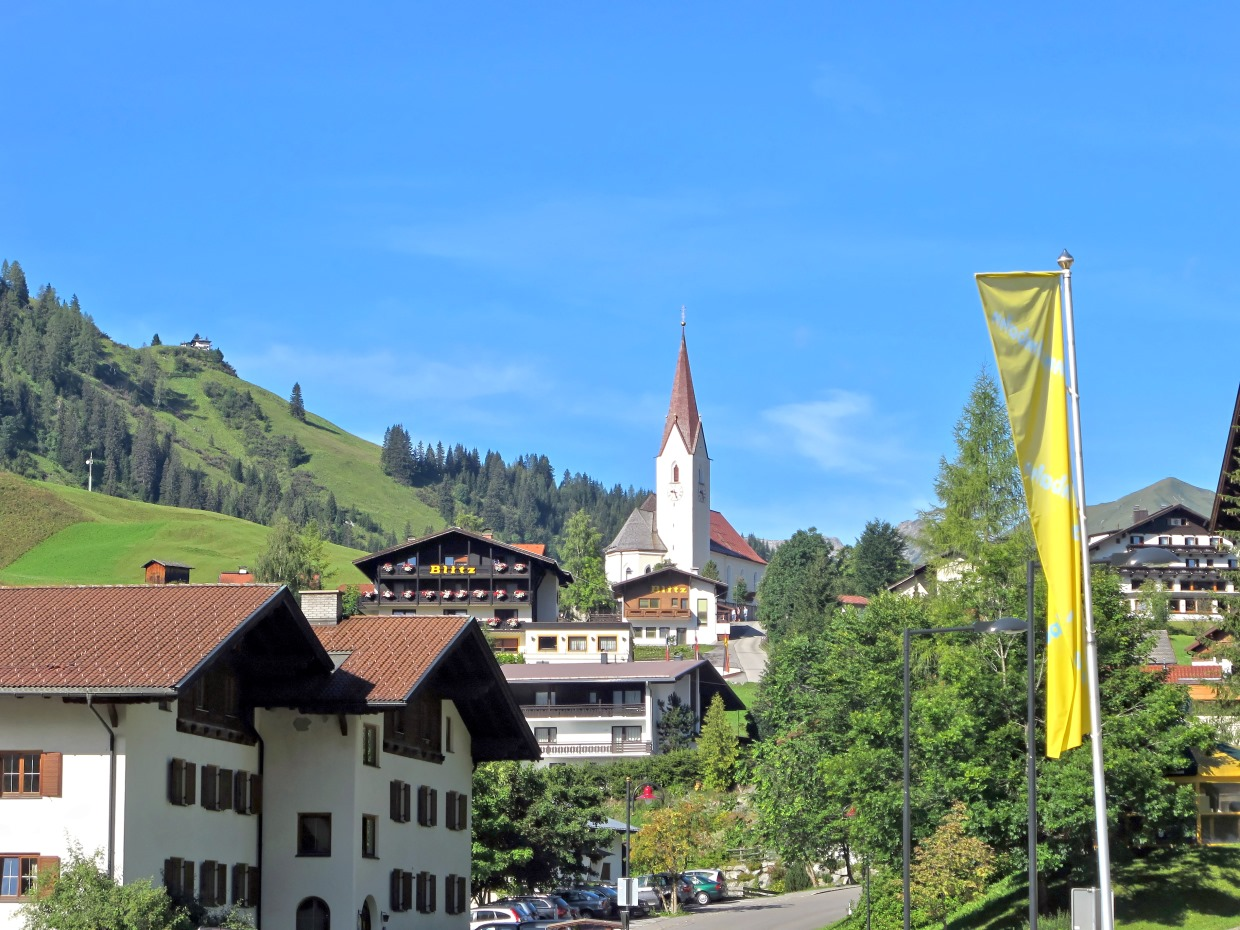
Blick auf Katholische Pfarrkirche (unter Denkmalschutz)
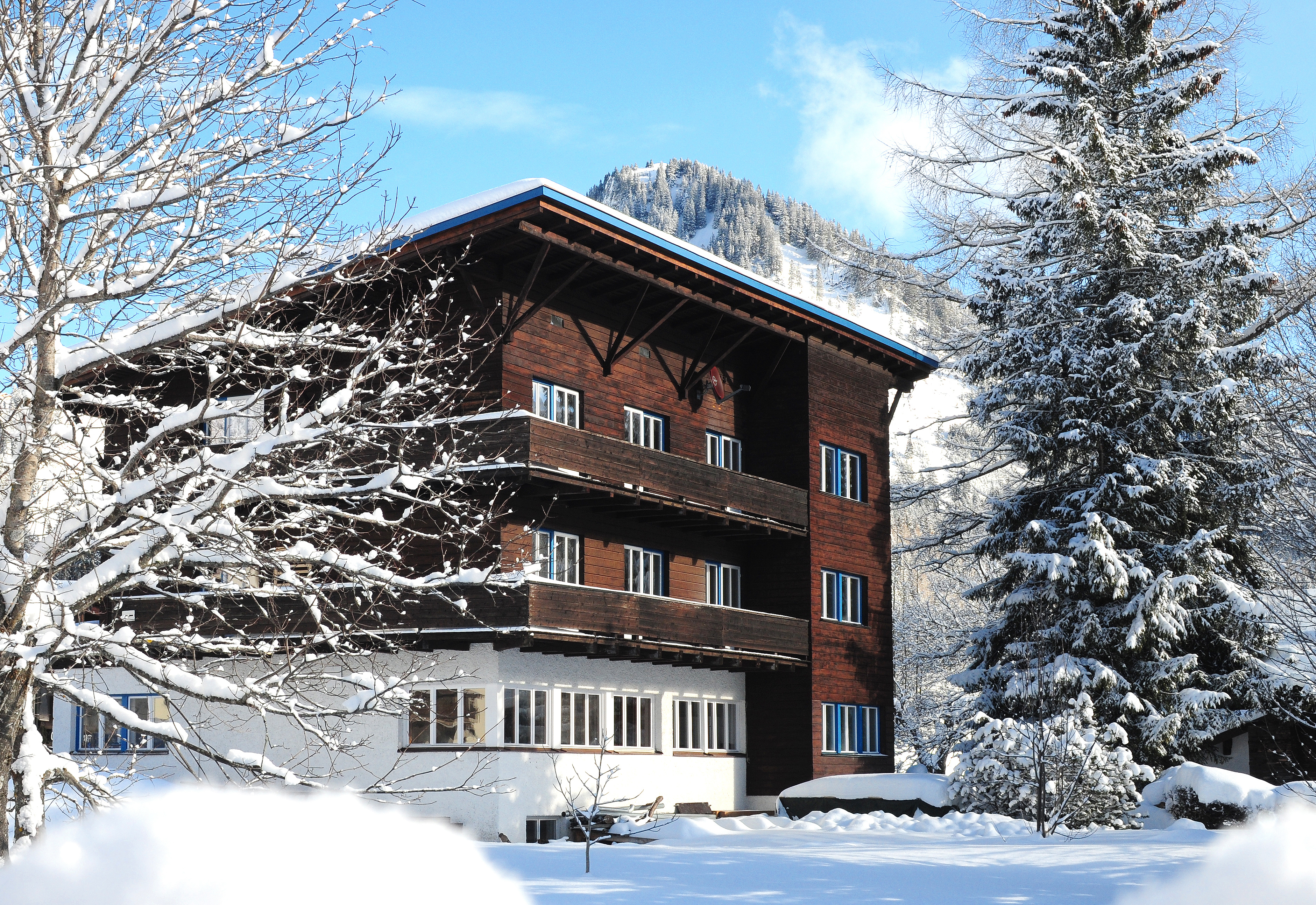
Pension Bergheim (unter Denkmalschutz)